# Ostrošinci
Ostrošinci – wieś w Chorwacji, w żupanii osijecko-barańskiej, w gminie Podgorač. W 2011 roku liczyła 95 mieszkańców.